# مسألة الإسناد
مشكلة الاسناد أو مشكلة الاسناد الأمثل عرفت منذ بداية علم بحوث العمليات و لها تطبيقات عملية جد مطلوبة.

## مثال ابتدائي
شركة تتشغل n أشخاص لوظائف مختلفة عددها الكلي n. نحدد متغيرًا الربحية rij ≥ 0 بالنسبة لأي شخص i مأهل للمنصب j ، على سبيل المثال rij تمثل الربح الذي يمكن أن تحققه المؤسسة إذا أسند الشخص i إلى الوظيفة j ،
تكمن المشكلة في تحديد تعيين الأشخاص لمحطات العمل بالكيفية التي تزيد من قيمة الربحية الإجمالية.

## نماذج الثمثيل

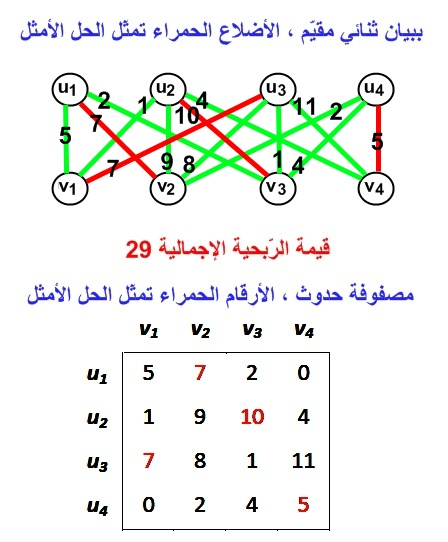

### الثمثيل ببيان ثنائي
يمكن تمثيل هذه المشكلة بواسطة بيان ثنائي (G(U,V,E، تكون فيه مجموعة الرؤوس U هي الأشخاص ومجموعة الرؤوس V هي مناصب الشغل ، أما ثقل كل ضلع (w(ui,vj فيمثل الربحية.
تتمثل المهمة هنا في العثور على الإقتران في البيان الثنائي ذا أقصى مجموع أثقال الأضلاع.

### الثمثيل بمصفوفة
```
يمكن كذلك تمثيل المشكلة بواسطة مصفوفة حدوث 
R
 حيث يمثل كل سطر شخصًا ويمثل كل عمود منصبا ، عناصر المصفوفة تساوي 
r
ij
```

الحل الأمثل هنا يتمثل في العثور على مجموعة من العناصر rij ليس لها أي خط ولا عمود مشترك في المصفوفة R ومجموعهم المتراكم له أكبر قيمة ممكنة ، و هذا يتناسب مع الطرح الشكلي لمسألة برمجة خطية

## خوارزميات الحل الأمثل
يمكن الحصول على الحل الأمثل بواسطة تخصيص أيّ خوارزميات البرمجة الخطية ، لكن أول طريقة تستغرق زمنا كثير الحدود قطعي لحل هذه المسألة هي طريقة كوهن المعروفة باسم الخوارزمية المجرية

## صنف التعقيد
لم تذكر مشكلة الانساد الأمثل تحت صيغتها الخام ضمن القائمة الأساسية لمايكل غاري و دايفيد جونسون للمسائل من صنف التعقيد الحسابي NP-كامل ، و نظرا بأن الخوارزمية المجرية تسمح حلّها خلال زمن كثير الحدود قإن هذه المسألة تنتمي إلى صنف التعقيد P